# Watertoren (Zuidlaren)
De watertoren in Zuidlaren is gebouwd in 1895 en heeft een hoogte van 32 meter. De ronde bakstenen watertoren diende om de nabijgelegen psychiatrische inrichting "Dennenoord" van water te voorzien.
De buitengevel van de toren is versierd met een spiraalvormige gele bakstenen band. In 1934 was de toren dermate verzakt dat de ernaast gelegen woning van de huismeester ontruimd werd uit vrees dat de toren zou omvallen. De toren stond ongeveer een meter uit het lood waarschijnlijk ten gevolge van graafwerkzaamheden. De toren wordt niet meer gebruikt. In de jaren zeventig en opnieuw eind jaren tachtig waren er sloopplannen. De watertoren kon echter worden behouden. De toren bevat diverse antennes.
De watertoren is een rijksmonument.
- Watertoren DNO - Lentis Erfgoed
- Informatie over rijksmonumentnummer 510918

Assen 
(Troelstralaan en Rolderstraat) ·
Coevorden ·
Hoogeveen ·
Meppel ·
Zuidlaren